# Jarosław Wendt
Jarosław Wendt – polski strażak, nadbrygadier Państwowej Straży Pożarnej w stanie spoczynku.

## Życiorys
W 1995 ukończył Szkołę Główną Służby Pożarniczej w Warszawie. Jest także absolwentem studiów podyplomowych w Wyższej Szkole Społeczno-Ekonomicznej w Gdańsku. W latach 1999–2011 był dowódcą Jednostki Ratowniczo-Gaśniczej PSP w Suwałkach, zaś w 2011 został powołany na stanowisko komendanta w Augustowie. W 2016 został powołany na Podlaskiego Komendanta Wojewódzkiego Państwowej Straży Pożarnej, zaś 5 maja 2018 odebrał akt mianowania na stopień nadbrygadiera z rąk prezydenta RP Andrzeja Dudy.
Został odwołany ze stanowiska Podlaskiego Komendanta Wojewódzkiego Państwowej Straży Pożarnej z dniem 7 sierpnia.

## Wybrane odznaczenia[3]
- Srebrnym Medal „Za zasługi dla obronności kraju”,
- Brązowy Medal za Długoletnią Służbę,
- Srebrna Odznaka „Zasłużony dla Ochrony Przeciwpożarowej”,
- Złoty Medal „Za Zasługi dla Pożarnictwa”,